# Coupe d'Allemagne de basket-ball
La Coupe d'Allemagne de basket-ball est une compétition de basket-ball à élimination directe, disputée annuellement en Allemagne depuis 1966, date de sa création.

## Historique
La compétition a été créée en 1966, par la Fédération allemande de basket-ball (DBB). La première finale de la coupe d'Allemagne de basket-ball a eu lieu le 11 juin 1967 à Oberhausen. Depuis 1993, la compétition s'organise sous la forme d'un Final Four, se tenant sur un weekend. L'équipe accueillant le Final Four est automatiquement qualifiée. Les trois autres équipes sont déterminées après trois quarts de finale disputés entre les vainqueurs des rencontres des tours précédents.

## Coupe d'Allemagne
| Année | Champion                    |
| ----- | --------------------------- |
| 1967  | VfL Osnabrück (de)          |
| 1968  | FC Bayern Munich            |
| 1969  | Gießen 46ers                |
| 1970  | Bayer Giants Leverkusen     |
| 1971  | Bayer Giants Leverkusen (2) |
| 1972  | MTV Wolfenbüttel (de)       |
| 1973  | Gießen 46ers (2)            |
| 1974  | Bayer Giants Leverkusen (3) |
| 1975  | BBV Hagen (de)              |
| 1976  | Bayer Giants Leverkusen (4) |
| 1977  | USC Heidelberg              |
| 1978  | USC Heidelberg (2)          |
| 1979  | LTi Gießen 46ers (3)        |

| Année | Champion                    |
| ----- | --------------------------- |
| 1980  | BSC Saturn Cologne          |
| 1981  | BSC Saturn Cologne (2)      |
| 1982  | MTV Wolfenbüttel (de) (2)   |
| 1983  | BSC Saturn Cologne (3)      |
| 1984  | ASC 1846 Göttingen (de)     |
| 1985  | ASC 1846 Göttingen (2)      |
| 1986  | Bayer Giants Leverkusen (5) |
| 1987  | Bayer Giants Leverkusen (6) |
| 1988  | BBC Bayreuth                |
| 1989  | BBC Bayreuth (2)            |
| 1990  | Bayer Giants Leverkusen (7) |
| 1991  | Bayer Giants Leverkusen (8) |
| 1992  | TTL Bamberg                 |

### Top Four
| Année | Hôte       | Champion                     | Finaliste                        | Score  |
| ----- | ---------- | ---------------------------- | -------------------------------- | ------ |
| 1993  | Bayreuth   | Bayer Giants Leverkusen (9)  | BBV Hagen (de)                   | 81–60  |
| 1994  | Bamberg    | BBV Hagen (de) (2)           | Ratiopharm Ulm                   | 86–72  |
| 1995  | Wurtzbourg | Bayer Giants Leverkusen (10) | Ratiopharm Ulm                   | 77–76  |
| 1996  | Berlin     | Ratiopharm Ulm               | Bayer Giants Leverkusen          | 80–79  |
| 1997  | Gießen     | ALBA Berlin                  | Gießen 46ers                     | 82–73  |
| 1998  | Francfort  | TBB Trier                    | Dragons Rhöndorf (de)            | 97–88  |
| 1999  | Francfort  | ALBA Berlin (2)              | Gießen 46ers                     | 69–48  |
| 2000  | Francfort  | Francfort Skyliners          | ALBA Berlin                      | 76–68  |
| 2001  | Francfort  | TBB Trier (2)                | BBV Hagen (de)                   | 96–83  |
| 2002  | Berlin     | ALBA Berlin (3)              | EWE Baskets Oldenburg            | 105–55 |
| 2003  | Berlin     | ALBA Berlin (4)              | Cologne 99ers                    | 82–80  |
| 2004  | Francfort  | Cologne 99ers                | Francfort Skyliners              | 80–71  |
| 2005  | Francfort  | Cologne 99ers (2)            | Telekom Baskets Bonn             | 85–75  |
| 2006  | Bamberg    | ALBA Berlin (5)              | GHP Bamberg                      | 85–73  |
| 2007  | Hambourg   | Cologne 99ers (3)            | Artland Dragons                  | 60–58  |
| 2008  | Hambourg   | Artland Dragons              | EnBW Ludwigsburg                 | 74–60  |
| 2009  | Hambourg   | ALBA Berlin (6)              | Telekom Baskets Bonn             | 69–44  |
| 2010  | Francfort  | Brose Baskets (2)            | Francfort Skyliners              | 76–75  |
| 2011  | Bamberg    | Brose Baskets (3)            | New Yorker Phantoms Braunschweig | 69–66  |
| 2012  | Bonn       | Brose Baskets (4)            | Telekom Baskets Bonn             | 82–73  |
| 2013  | Berlin     | ALBA Berlin (7)              | Ratiopharm Ulm                   | 85–67  |
| 2014  | Ulm        | Alba Berlin (8)              | Ratiopharm Ulm                   | 86–80  |
| 2015  | Oldenbourg | EWE Baskets Oldenburg        | Brose Baskets                    | 72–70  |
| 2016  | Munich     | Alba Berlin (9)              | Bayern Munich                    | 67–65  |
| 2017  | Berlin     | Brose Baskets (5)            | Bayern Munich                    | 74–71  |
| 2018  | Ulm        | Bayern Munich (2)            | ALBA Berlin                      | 80–75  |
| 2019  | Bamberg    | Brose Baskets (6)            | ALBA Berlin                      | 83–82  |
| 2020  | Berlin     | ALBA Berlin (10)             | EWE Baskets Oldenburg            | 89–67  |
| 2021  | Munich     | Bayern Munich (3)            | ALBA Berlin                      | 85–79  |
| 2022  | Munich     | Alba Berlin                  | Crailsheim Merlins (de)          | 86–76  |
| 2023  | Oldenbourg | Bayern Munich (4)            | EWE Baskets Oldenburg            | 90-78  |
| 2024  | Munich     | Bayern Munich (5)            | ratiopharm Ulm                   | 81-65  |
| 2025  | Weißenfels | Mitteldeutscher (1)          | Bamberg Baskets                  | 97-87  |

## Bilan auTop Fourpar club
| Équipes                          | Titres | Finales | Années                                                           |
| -------------------------------- | ------ | ------- | ---------------------------------------------------------------- |
| ALBA Berlin                      | 11     | 4       | 1997, 1999, 2002, 2003, 2006, 2009, 2013, 2014, 2016, 2020, 2022 |
| Brose Baskets                    | 5      | 2       | 2010, 2011, 2012, 2017, 2019                                     |
| Bayern Munich                    | 4      | 3       | 2018, 2021, 2023, 2024                                           |
| Cologne 99ers                    | 3      | 2       | 2004, 2005, 2007                                                 |
| Bayer Giants Leverkusen          | 2      | 1       | 1993, 1995                                                       |
| TBB Trier                        | 2      | 0       | 1998, 2001                                                       |
| Ratiopharm Ulm                   | 1      | 5       | 1996                                                             |
| BBV Hagen (de)                   | 1      | 2       | 1994                                                             |
| Francfort Skyliners              | 1      | 2       | 2000                                                             |
| Artland Dragons                  | 1      | 1       | 2008                                                             |
| EWE Baskets Oldenburg            | 1      | 2       | 2015                                                             |
| Mitteldeutscher                  | 1      | 0       | 2025                                                             |
| Telekom Baskets Bonn             | 0      | 3       |                                                                  |
| Gießen 46ers                     | 0      | 2       |                                                                  |
| Dragons Rhöndorf (de)            | 0      | 1       |                                                                  |
| EnBW Ludwigsburg                 | 0      | 1       |                                                                  |
| New Yorker Phantoms Braunschweig | 0      | 1       |                                                                  |